# Friedrich August von Heyden
Friedrich August von Heyden (Nerfken, Kelet-Poroszország, 1789. szeptember 3. – Boroszló, 1851. november 5.) német költő, August von Heyden német festő apja.

## Munkássága
Nerfken falusi birtokon született. Eleinte mint közigazgatási hivatalnok működött, az 1848-as eseményektől[pontosabban?] távol maradt. Boroszlóban hunyt el, ahol 1826-tól kormánytanácsos volt. Sokoldalú és tehetséges költő, aki főleg a verses epika terén eleven képzelet és szép alak által kiváló, hangulatos, humoros részleteikben igen sikeres műveket alkotott. Ilyenek: Die Gallione (1825); Reginald (1831); Das Wort der Frau (1843, igen sok kiadást ért meg); Der Schuster von Ispahan (1850); Die Königsbraut (1851); novellái és regényei (Die Intriganten, 1850, 2 kötet) szintén figyelmet érdemelnek; kevésbé sikerültek drámái (összegyűjtve: Theater, 1812, 3 kötet), melyek csekély színi hatásúak. Összegyűjtött költői műveit a költő életrajzával Theodor Mundt adta ki (1852).